# さとり世代
さとり世代（さとりせだい）とは世代の一つ。一般的に「欲がない」と言われている世代を指す。 
世代の明確な定義はないが、一般的に1987年（昭和62年）度から2003年（平成15年）度までに生まれた世代のことを指す。「新人類ジュニア世代」とも呼ばれ、ゆとり世代とも重複する。
2013年の新語・流行語大賞にノミネートされた言葉である。

## 定義
これは現代の若者気質から作られた言葉であり、2010年代に若年世代であった者たちが物欲にこだわる煩悩から解脱し、あたかも悟りを開いているかのように見えたところから生まれた言葉。
この言葉は2013年の「新語・流行語大賞」にノミネートされていた。博報堂若者研究所リーダーである原田曜平が角川書店から「さとり世代」（2013年10月）というタイトルの本を発売し、メディアで広まった。

## 特徴
「さとり世代」の特徴は「欲が無い」「恋愛に興味が無い」「車に興味がない」「旅行に行かない」といったことなどが典型例として指摘される。休日は自宅で過ごしていることが多く、「無駄遣いをしない」し「気の合わない人とは付き合わない」傾向が強い。さらに、さとり世代の下の世代であるコロナ世代（2002年4月2日～2016年4月1日生まれ）も、初等中等教育を受けていた時期にコロナ禍によってステイホームやソーシャルディスタンスなどが叫ばれたために外出や娯楽、対面での交流などの機会が奪われたこと（日本における2019年コロナウイルス感染症による教育への影響も参照）、元々デジタルネイティブ世代であることもあって、前述の傾向がさとり世代同様に極めて強く、さとり世代との共通点も多いとされる。
さとり世代は、生誕と前後してバブル崩壊し、不況下の日本しか知らず、資本主義経済のダイナミックな発展の姿は見たことがない。インターネットネイティブでもあるから情報が豊富で、無駄な努力や衝突は避け、大きな夢や高望みが無く、俗な意味での「合理性」を重視する傾向があるという。安くてそれなりに質のいいものを好み、コストパフォーマンスを重視する傾向がある。この世代の若者の特徴として、ボランティアへの意欲が高い、消費・所有に執着をしない、などが挙げられるが、こうした事から、これまでの消費に重きを置く社会から、精神的な豊かさ、幸福感への移行期における、新しい価値を模索している世代ではないか、との指摘がある。
原田曜平は、こうした若者の特徴について、経済が成熟した国で見られる気質であり、日本に限った事ではないと述べている。
しかし、さとり世代を対象に、2013年度時点での日本の大学生を対象とした調査では、「さとり世代」という言葉の認知度は25.3%に過ぎず、さとり世代の意味を「よく理解している」者に至っては5%にも満たないという結果となっている。また彼らの自意識としては、「海外旅行に興味がある」と答えた者や「浪費しがち」と自覚している者も多く、格別に消費をしない、物欲がない世代と決めつけられるわけではない。若者自身の変化ではなく現代社会が若者に反映しているだけではないかとの指摘もある。
この世代は前述の記載にあるように、成長期でのインターネットの経験があり、携帯電話（フィーチャーフォン、スマートフォン）パソコン、タブレット、その他ウェブサービス等といった情報技術（IT）に関する商品への興味は高い。また、おもちゃやゲーム機など多くの新製品が登場した時代でもあったため、多種多様な室内娯楽に触れてきた世代でもある。
「欲がない」という特徴に対しては反論意見があり、三菱総合研究所「生活者市場予測システム」の調査では「金持ちになり、高級品を持ちたい」人は「とてもそう思う」「そう思う」の合計で平成世代は39％おり（男女計）、氷河期世代の34％より多いし、バブル世代の28％よりかなり多いというデータが出ている。「人生の勝ち組になりたい」も平成世代は51％であり、氷河期世代の41％やバブル世代の34％よりかなり多いというデータが出ている。「行きたい『旅行先』がすぐに思い浮かぶ」かを聞いた質問では、「とてもそう思う」人は平成世代では20％であり、氷河期世代やバブル世代より多いとのデータが出ている。こういったデータを元に「社会経済的地位の上昇意欲は、若いときは高いが年をとるにつれて低下すると考えるべきであり、特に平成世代が上昇意欲が低いとは言えない」という主張がされている。

## 統計

### 若者の消費の推移
20代及び30代前半の可処分所得に占める消費支出の割合である「平均消費性向」の推移を示す。
| 年齢＼年 | 1984年 | 1989年 | 1994年 | 1999年 | 2004年 | 2009年 | 2014年 |
| -------- | ------ | ------ | ------ | ------ | ------ | ------ | ------ |
| 20代前半 | 88.7   | 89.2   | 81.9   | 81.0   | 86.8   | 83.7   | 76.8   |
| 20代後半 | 89.9   | 89.2   | 81.9   | 81.0   | 86.8   | 83.7   | 76.8   |
| 30代前半 | 87.1   | 86.1   | 81.0   | 76.6   | 77.9   | 79.0   | 73.8   |

### 若者の年収の推移
| 年齢＼年     | 1997年 | 1998年 | 1999年 | 2000年 | 2001年 | 2002年 | 2003年 | 2004年 | 2005年 | 2006年 | 2007年 | 2008年 | 2009年 | 2010年 | 2011年 | 2012年 |
| ------------ | ------ | ------ | ------ | ------ | ------ | ------ | ------ | ------ | ------ | ------ | ------ | ------ | ------ | ------ | ------ | ------ |
| 20代前半男性 | 307    | 299    | 293    | 288    | 280    | 275    | 275    | 265    | 267    | 270    | 271    | 264    | 256    | 269    | 262    | 260    |
| 20代前半女性 | 258    | 254    | 254    | 250    | 251    | 244    | 236    | 234    | 233    | 231    | 231    | 232    | 230    | 237    | 231    | 224    |
| 20代後半男性 | 413    | 402    | 396    | 394    | 388    | 380    | 378    | 378    | 377    | 379    | 381    | 378    | 355    | 366    | 367    | 367    |
| 20代後半女性 | 311    | 306    | 301    | 301    | 300    | 297    | 294    | 295    | 291    | 294    | 295    | 294    | 289    | 293    | 295    | 292    |

ソース：20代・20歳代の平均年収

## 年表
最初に「さとり世代」という言葉が使われたのはインターネットの掲示板2ちゃんねるのスレッドだとされる。
- 2009年（平成21年）11月12日 - 松田久一の著書『「嫌消費」世代の研究　経済を揺るがす「欲しがらない」若者たち』が東洋経済新報社から発売される。
- 2009年（平成21年）12月9日 - 山岡拓の著書『欲しがらない若者たち』が日本経済新聞出版社から発売される。
- 2010年（平成22年）1月27日 - WEB本の通信社から山岡 (2009)の書評記事「モノと距離をおきはじめたイマドキの若者～『欲しがらない若者たち』」が公開される。
- 2010年（平成22年）1月末 - インターネットの掲示板2ちゃんねるにWEB本の通信社の記事に関するスレッドが立てられ、最初に「さとり世代」という言葉が使われる。
- 2010年（平成22年）2月2日 - ITmedia NEWSの「ねとらぼ」で「ゆとりの次は「さとり世代」？」という記事が公開される。
- 2010年（平成22年）2月3日 - サーチナで「ネットで話題！「ゆとり世代」に代わる新フレーズが登場！」という記事が公開される。
- 2010年（平成22年）5月27日  - 日経トレンディネットの「今日の知識」で「ゆとり世代の次といわれるさとり世代とは？」という記事が公開される。
- 2015年（平成27年）4月30日 - 「さとり世代」の登場人物が主人公の九頭竜正志の著書『さとり世代探偵のゆるやかな日常』が新潮社から発売される。

## 関連文献
- アイゾック (2010年5月27日). “ゆとり世代の次といわれるさとり世代とは？ - 今日の知識 - 日経トレンディネット”.  日経BP社. 2013年12月1日時点のオリジナルよりアーカイブ。2014年3月9日閲覧。
- “ねとらぼ：ゆとりの次は「さとり世代」？”. ねとらぼ (ITmedia). (2010年2月2日) 2014年3月9日閲覧。
- 秋井貴彦 (2010年2月3日). “ネットで話題！「ゆとり世代」に代わる新フレーズが登場！”. サーチナ (Searchina).  オリジナルの2014年3月9日時点におけるアーカイブ。 2014年3月9日閲覧。
- WEB本の通信社 (2010年1月27日). “モノと距離をおきはじめたイマドキの若者～『欲しがらない若者たち』”.  WEB本の雑誌. 2010年2月3日時点のオリジナルよりアーカイブ。2014年3月9日閲覧。
- 牛窪恵『大人が知らない「さとり世代」の消費とホンネ　不思議な若者マーケットのナゾを解く!』PHP研究所、2013年10月28日。ISBN 978-4-569-81340-0。
- 「大好物の「ネタ消費」でさとり世代を振り向かせろ」『週刊ダイヤモンド』第102巻第8号、ダイヤモンド社、2014年2月22日、42-44頁。
- 原田曜平『さとり世代　盗んだバイクで走り出さない若者たち』KADOKAWA〈角川oneテーマ21 C-254〉、2013年10月9日。ISBN 978-4-04-110543-6。 - 年表あり。
- 古田真梨子 (2013年3月17日). “さとり世代、浸透中　車乗らない、恋愛は淡泊…　若者気質、ネットが造語”. 朝日新聞デジタル (朝日新聞社) 2014年3月9日閲覧。
- 古田真梨子「｢さとり世代｣の逆襲 「ゆとり」だからこそ現実的に賢く」『Aera ＝ アエラ』第26巻第52号、朝日新聞出版、2013年12月2日、37-40頁、ISSN 0914-8833。
- 松田久一『「嫌消費」世代の研究　経済を揺るがす「欲しがらない」若者たち』東洋経済新報社、2009年11月12日。ISBN 978-4-492-39521-9。
- 山岡拓『欲しがらない若者たち』日本経済新聞出版社〈日経プレミアシリーズ 061〉、2009年12月9日。ISBN 978-4-532-26061-3。